# Emilia Bernacchi
Emilia Bernacchi (Milano, 19 marzo 1846 – Rio de Janeiro, 16 agosto 1902) è stata una danzatrice italiana dell'era romantica.

## Biografia
Studiò presso l'Imperiale Accademia di Ballo del Teatro alla Scala di Milano, allieva di Pasquale Borri, a sua volta allievo di Carlo Blasis.
Ha ballato a Milano, Ancona, Istanbul, Parigi, Roma, Parma, Bologna, Buenos Aires, Rio de Janeiro.
Fu presente a Parma, al Teatro Regio, durante le stagioni 1861 e 1862. Interpretò il ruolo di Rosalba, nel ballo Le Cuffiale Di Parigi di Federico Fusco, dal 27 aprile al 5 maggio 1861 e dall'11 febbraio al 9 marzo 1862, in Una Avventura di Carnevale in Parigi, per la coreografia di Pasquale Borri nel ruolo di Dodò.
In Brasile ha ballato molti anni al Teatro Lyrico do Rio de Janeiro (Theatro Impérial Dom Pedro II), essendo intima della famiglia del suo proprietario, Bartholomeu Correa Da Silva.
Le sue spoglie sono sepolte nella tomba della famiglia Bernacchi in Brasile, CP. 3.190 Qa 40, CP. 3.190, presso il Cimitero São João Batista di Rio de Janeiro.